# Toledo Bend Reservoir
Toledo Bend Reservoir – jezioro na granicy stanów Teksas i Luizjana. Z powierzchnią 750 km² jest to największy sztuczny zbiornik wodny na południu Stanów Zjednoczonych i piąty co do wielkości w kraju. Zbiornik utworzony został przez budowę zapory Toledo Bend na rzece Sabine, która została ukończona w 1969 roku. Dwie elektrownie wodne generują łączną moc ponad 80 megawatów energii elektrycznej. 
Rozciąga się na hrabstwa Newton, Sabine, Panola i Shelby w Teksasie, oraz parafie Sabine i De Soto w Luizjanie. Wokół jeziora znajdują się dwa parki stanowe, w tym North Toledo Bend i South Toledo Bend. Jest to popularny obszar cempingowy. 
Jezioro stało się ważnym centrum rybołówstwa, w tym słynie z możliwości połowów bassów, które wielokrotnie zapewniły mu pierwsze miejsce wśród najlepszych miejsc do połowów bassów w rankingu Bassmaster Magazine. Jezioro Toledo Bend przez cały rok przyciąga liczne turnieje wędkarskie, a do innych popularnych ryb należą pomoxis, lepomis, amerykańskie śledzie, sumik żółty i sumy. Występuje tutaj także ogromna ryba – niszczuka krokodyla.